# تاریخ گردش پول در جمهوری آذربایجان

## واحدهای پولی کشورهای باستانی آذربایجان

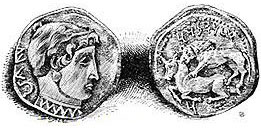
سکه‌های ضرب شده با دستور اسکندر مقدونی

تحقیقاتی روی مواد مسکوک‌شناسی که به‌صورت گنجینه ای یا تنها در نتیجهٔ کاوش‌های باستان‌شناسی پیدا شده‌است، نشان می‌دهد که، تاریخ گردش وجوه نقد در قلمروی آذربایجان از قرن‌های ۷–۶ قبل از میلاد به وجود آماده است. «یوگنی پاخوموف» (Yevgeni Pakhomov)، بر این عقیده است که، تاریخ گردش پول در اراضی «آلبانیا» در اوایل قرن ۳ قبل از میلاد پدید آمده است. پول‌های مورد استفاده در همان محوطه، «دراخما» و «تترادراخما» بودند که، بر اساس دستور «اسکندر مقدونی» در بین‌النهرین، سوریه و آسیای صغیر ضرب گردیده بودند.
از آنجایی که نیاز مردم به سکه‌ها در رابطه با افزایش معاملات پول به ازای کالا در اواخر قرن ۳ و اوایل قرن ۲ قبل از میلاد فزونی یافته‌بود، ضرابخانه‌های جدیدی شروع به کار کرده‌بودند. سکه‌های نقره‌ای شبیه به سکه‌های ضرب شده با دستور اسکندر مقدونی در آن ضرابخانه‌ها ضرب می‌شده‌اند. این سکه‌ها از نظر هنر به‌طور لطیف تهیه شده و روی سکه‌ها پوتره اسکندر مقدونی، در قسمت پشتی تصویر خشن زئوس حک می‌گردیده‌اند. در دوران متعاقب، سکه‌های «سلوکی»، «فراکیا»، «ویفلنیا»، «پنتوس»، «باکتریا» و «آتن» کاربرد وسیعی در وجوه نقدی «آلبانی» پیدا کردند.
از قرن دوم قبل از میلاد سکه‌های «پونت»، «ارشاکی» و «روم» نیز در قلمروی «آلبانیا» مورد استفاده قرار گرفتند.

## اولین پول ملی

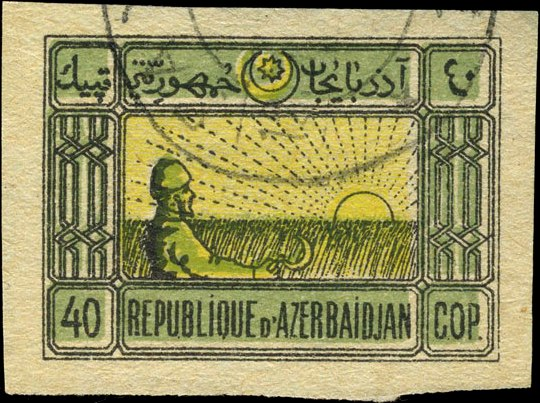
واحد پولی جمهوری دموکراتیک آذربایجان

نشر پول ملی جمهوری آذربایجان برای اولین بار در طول تاریخ به انتشار اسکناس‌های ۲۵، ۵۰، ۱۰۰، ۲۵۰ مناتی از سوی نخستین کشور دموکراتیک در مشرق‌زمین - جمهوری دموکراتیک آذربایجان در اویل سال ۱۹۱۹ برمی‌گردد. بر روی اسکناس کلمه جمهوری، روی بخش پشتی کلمه «جمهوری آذربایجان» به روسی، ارزش اسکناس و تاریخ صدور نوشته شده‌بود. واحدهای پولی نشر شده فی‌مابین سال‌های ۱۹۱۹ الی ۱۹۲۰ به زبان آذربایجانی «منات» و به زبان روسی «روبل» نام داشتند.
هدف دولت دموکراتیک آذربایجان از نشر نام پول به زبان روسی این بود که، مردمی را که، قبل از پیدایش این دولت در ترکیب امپراتوری روسیه به سر برده و به واحدهای پولی آن عادت کرده‌بودند، یواش یواش به پول‌های ملی عادت بدهد.
همزمان، دولت مزبور سعی و تکاپو داشته‌است تا این واحد پولی ملی توسط جهان شناخته شوند. به همین دلیل مقامات آن دولت به‌دلیل احساس حمایت دولت فرانسه و مد نظر داشتن اینکه زبان فرانسوی یک زبان بین‌المللی ست، این را امری ضروری دانسته‌اند که، اسم جمهوری و نرخ ارز بر روی اسکناس‌های ۵۰۰ مناتی به زبان فرانسوی نیز نوشته گردد.

## اسکناس‌های دوران شوروی

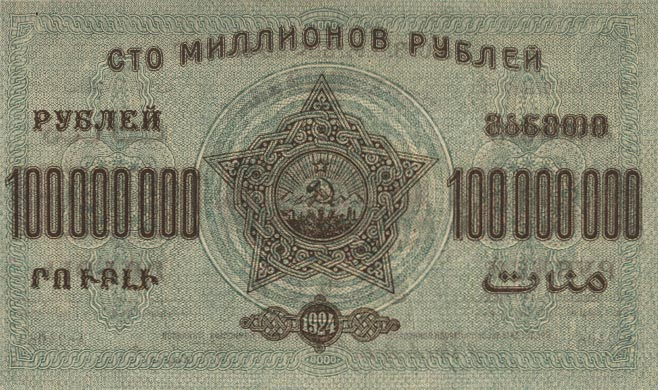
پول دوران شوروی

انتشار دومین پول در آذربایجان در سال ۱۹۲۰ از طرف جمهوری سوسیالیستی آذربایجان شوروی رقم خورده‌است. در چارچوب این انتشار ابتدا اسکناس- ۱۰۰۰ روبلی (در قالب بزرگ)، بعد اسکناس‌های ۵ (با ۲ گزینه)، ۱۰۰ (با ۲ گزینه)، ۱۰۰۰ (در قالب کوچک) مناتی، در سال ۱۹۲۱، ۴ اسکناس جدید با طراحی نو به ترتیب ۵، ۱۰، ۲۵ (با ۲ گزینه) و ۵۰ هزار مناتی به انتشار رسیدند. بر اثر بحران اقتصادی آغاز شده در سال ۱۹۲۱، در سال ۱۹۲۲ سه اسکناس جدید همچون ۱۰۰ (با ۳ گزینه)، ۲۵۰ هزار (با ۲ گزینه) و ۱ میلیون مناتی (با ۲ گزینه) در اختیار گردش نقدینگی قرار داده شدند. پس در اویل سال ۱۹۲۳، اسکناس ۵ میلیون مناتی چاپ گشت. ارز این اسکناس‌ها به زبان آذربایجانی با کلمه «منات» و به روسی با «روبل» نوشته می‌شده‌است. روی تمامی اسکناس‌ها مظاهر دولت ماننده «هلال و ستاره» و «داس و چکش»، همچنین تاریخ انتشار منعکس می‌گردید.
در سال ۱۹۲۳، بانک مرکزی شوری دایر و شعبهٔ آن در باکو راه اندازی گردید. در نتیجه آن سیستم بانکی آذربایجان به کنترل مسکو درآمد. در سال ۱۹۳۶، بر پایهٔ قانون اساسی شوروی، آذربایجان وارد اتحاد شوروی گردید. شعبهٔ بانک مرکزی شوروی در آذربایجان تا سال ۱۹۹۱ در باکو فعالیت کرد و «روبل» نیز تا آن زمان تنها اسکناس مورد استفاده در سرتاسر شوروی بود.

## اولین اسکناس‌های ملی در دوران استقلال
[[00 manat 1993, Azerbaijan (both sides).jpg|بندانگشتی|راست|250px|اسکناس ۵۰۰ مناتی (۱۹۹۳)]]
پس از آنکه آذربایجان در اواخر قرن ۲۰ به استقلال خود دست یافت، زمینه‌ای جهت نشر واحد پول ملی که یکی از نمادهای اصلی یک دولت مستقل محسوب می‌شود، ایجاد گردید. در ماه اوت سال ۱۹۹۲، اسکناس‌های ۱، ۱۰ و ۲۵۰ مناتی، در ماه نوامبر، سکه‌های ۱، ۱۰، ۲۰ و ۵۰ قپکی، در ۵ دسامبر همان سال اسکناس‌های ۵ مناتی و در سال ۱۹۹۳، اسکناس‌های ۵۰، ۱۰۰، ۵۰۰ و ۱۰۰۰ مناتی وارد گردش وجوه نقد شدند. اولین صدور پول ملی جمهوری آذربایجان از سوی بانک مرکزی فرانسه در سال ۱۹۹۲ میسر گشته‌است. اسکناس‌های ۱ و ۱۰ مناتی با طراحی جدید توسط همان شرکت نشر گردیده‌است. در سال‌های ۱۹۹۴ و ۱۹۹۶ به ترتیب اسکناس‌های ۱۰ و ۵۰ هزار مناتی از سوی بانک مرکزی جمهوری آذربایجان در راستای ساماندهی نقدینگی و پاسخگویی به نیازها برای پول نقد منتشر شدند.
تصویر کاخ شیروانشاهان روی اسکناس ۱۰ هزار مناتی که در سال ۱۹۹۴ از طرف شرکت آلمانی «Giesecke & Devrient» منتشر شده‌بود، چاپ می‌شد. اسکناس‌های ۵۰ هزار مناتی نیز از سوی شرکتی بریتانیایی «De La Rue» در سال ۱۹۹۶ نشر شده‌بود که، روی آن‌ها تصویر مقبره «مومنه خاتون» حک می‌شد. در سال ۲۰۰۱ شرکت بریتانیایی مذکور اسکناس‌های ۱۰ هزار مناتی را با طراحی جدید انتشار داد.

## انتشار پول‌های جدید

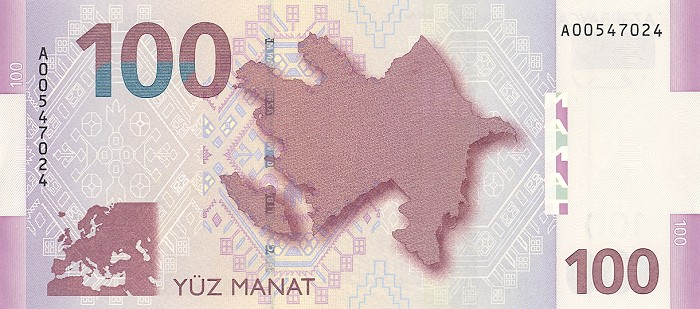
۱۰۰ منات (۲۰۰۶)

در تاریخ ۷ فوریه سال ۲۰۰۵، رئیس جمهوری آذربایجان فرمانی به‌نام «در مورد تغییر بهای پولی و مقیاس ارزها در جمهوری آذربایجان» صادر نمود. به‌موجب این فرمان، از ۱ ژانویه سال ۲۰۰۶، ۱ منات جدید ۵ هزار منات قبلی را عوض کرد.
با وجود اینکه منات جدید و قبلی به‌طور مشترک در طول سال ۲۰۰۶ کاربرد داشتند، در ۱ ژانویه سال ۲۰۰۷، انتقال کامل به منات جدید تکمیل شد. منات جدید حاوی اسکناس‌های ۱، ۵، ۱۰، ۲۰، ۵۰، ۱۰۰ مناتی و سکه‌های ۱، ۳، ۵، ۱۰، ۲۰ و ۵۰ قپکی می‌باشد.